# Branchiosaurus
Branchiosaurus är ett utdött släkte groddjur.
Brochiosaurerna omfatta de smärre former, 15 till 120 millimeter långa med platt, brett huvud, fyra extremiteter och kort svans. Kroppen, extremiteterna och svansen var på ventralsidan beklädda med i olika system ordnade fjäll. Larverna andades med gälar, av vilka bågarna ofta bevarats som fossil. Rika fynd av Brachiosaurus amblystoma har gjorts i lager från perm.